# Buzsák
Buzsák (horvátul: Budžak) község Somogy vármegyében, a Fonyódi járásban.

## Fekvése
A Balaton melletti Nagy-Berek szélén, a Kaposvár–Fonyód-vasútvonaltól néhány kilométerre fekszik. Központján a Lengyeltóti-Nikla közti, a 6701-es és 6704-es utakat összekötő 6708-as út halad keresztül, ezen érhető el a Balaton (Fonyód) és Marcali irányából is.

## Története
Buzsák helyén a középkorban Akts és Magyari falvak feküdtek, és területe eredetileg a Somogyi vár tartozéka volt.
A 13. században azonban a terület egy része a Bő nemzetség birtokába került. 1268-ban a Bő nemzetségbeli Izsép fia János az itteni várbirtokokat jó szolgálatainak jutalmául kapta adományul IV. Béla királytól. János azonban nem érvényesítette jogait, hanem a kapott birtok részt visszaadta a várjobbágyoknak, de 1279-ben IV. Lászlótól új adománylevelet eszközölt ki az egész Magyari helységre.

### Magyari
1403-ban Magyari helységet Gordovai Fancs László fia, László nyerte adományul. 1424-ben László fiai: János, Imre, Bertalan és László megosztoztak itteni birtokaikon. 1455-ben a Fancs család új adománylevelet nyert V. László királytól, de kívüle még az Alapi családnak is voltak itt birtokai. Alapi András itteni részbirtokait 1464-ben Gordovai Fancs Gáspárnak adta el. Magyari még 1498-ban is a Gordovai Fancs családé volt.

### Akts
Akts (Akcs) helység nevével 1449-ben találkozunk első ízben és ekkor a Bő nemzetségbeli Laki Thúz, a Létai és a Szécsényi családoké. 1500-ban Corvin Jánost és Enyingi Török Imrét iktatták birtokába. Az 1536. évi adólajstrom szerint a két helység már egyesült. A 15-16. században nagy számú dalmát, illetve illír, horvát nemzetiségű család telepedett le a területen. Az 1536. évi adólajstromban Akts-Magyari földesuraiként Laki Bakith Pál, Kürthösy Imre, Fajszi Ferenc, Kovácsy Péter és Török Bálint szerepeltek. 1549-ben Butsányi Korláthkőy Annát iktatták be a település birtokába. 1559-ben Lakvárt, tartozékaival együtt, Tahy Ferenc főlovászmester és Zrínyi Ilona vásárolták meg. 1607 körül a Tóti Lengyel családból való Lengyel János szigligeti kapitány és Kéthelyi Mátyás a helységet erőszakkal elfoglalták és Lakvárához csatolták. Az 1660. évi dézsmaváltságjegyzékben a szigligeti vár tartozékai között volt említve. 1675-ben Pribérdi Jankovics István és testvérei: Péter és Boldizsár, valamint rokonuk, Csopaky Judit Mészölyné, pert indítottak özvegy Lengyel Zsigmondné, szül. Kisfaludi Kata, mint fiának, Lengyel Miklósnak, gyámja ellen Akts-Magyari, másként Buzsák birtokáért. A per 1678-ban egyezségileg nyert befejezést, melynek értelmében Buzsák jobbágyait a Jankovics és a Lengyel családok között osztották fel. Ez a felosztás szolgált alapjául az újabb időben is használatos Jankovics-Buzsák és Lengyel-Buzsák elnevezésnek.
1715-ben 44 háztartást írtak össze a településen. 1726-ban felerésze még Jankovics Istváné volt, de a másik fele már a Lengyel és a Mérey családok között oszlott meg, míg 1733-ban már az egész helység Jankovics István földesúri hatósága alá tartozott. 1767-ben felerészén Jankovics Antal özvegye Fekete Julianna, felerészén báró Maithényi János, Vrancsics Pál vezérőrnagy, Baranyay Imre özvegye, Kis Barnoki Farkas Sándor, Mérey Lajos és Károly özvegye voltak a helység földesurai, a 20. század elején pedig Jankovics B. Gyula, Kund Gusztáv és gróf Széchenyi Imre volt itt a nagyobb birtokos. 1856-ban a kolera pusztított itt, és mintegy 400 áldozatot követelt.
A 20. század elején Somogy vármegye Lengyeltóti járásához tartozott.
1910-ben 2295 lakosából 2286 magyar volt. Ebből 2259 római katolikus, 34 izraelita volt.
A községhez tartoztak: Buzsáki-major (azelőtt Bel-major), Kéka-puszta, Kistatárvár, Csiszta-puszta, Czeria-szőlőtelep és Kund-puszta is.

### Kéka
Kéka-puszta helyén a középkorban egy nagyobb falu feküdt, melynek neve előfordul már az 1332-1337. évi pápai tizedjegyzékben is, tehát ekkor már egyházas hely, melynek 1327-ben lelkésze is említve volt.

## Közélete

### Polgármesterei
- 1990–1994: Knézics István (független)[3]
- 1994–1998: Knézics István (független)[4]
- 1998–2000: Knézics István (független)[5]
- 2000–2002: Knézics István (független)[6][7]
- 2002–2006: Tapolcai József (független)[8]
- 2006–2010: Tapolcai József (független)[9]
- 2010–2014: Kara Lajos (független)[10]
- 2014–2019: Kara Lajos (független)[11]
- 2019–2024: Kara Lajos (független)[12]
- 2024– : Kara Lajos (független)[1]

A településen 2000. május 7-én időközi polgármester-választást tartottak, az előző polgármester lemondása miatt.

## Népesség
A település népességének változása:
| Lakosok száma | 1369 | 1353 | 1347 | 1282 | 1297 | 1383 | 1346 |
|               | 2013 | 2014 | 2015 | 2021 | 2022 | 2023 | 2024 |

A 2011-es népszámlálás során a lakosok 77,3%-a magyarnak, 1,4% cigánynak, 3,7% németnek mondta magát (19,6% nem nyilatkozott; a kettős identitások miatt a végösszeg nagyobb lehet 100%-nál). A vallási megoszlás a következő volt: római katolikus 67,4%, református 1%, evangélikus 0,9%, görögkatolikus 0,2%, felekezet nélküli 4% (26,2% nem nyilatkozott).
2022-ben a lakosság 77,8%-a vallotta magát magyarnak, 10,3% németnek, 1,1% cigánynak, 0,5% görögnek, 0,4% ukránnak, 0,2% szlováknak, 0,1-0,1% lengyelnek, horvátnak, románnak és ruszinnak, 3,5% egyéb, nem hazai nemzetiségűnek (14% nem nyilatkozott; a kettős identitások miatt a végösszeg nagyobb lehet 100%-nál). Vallásuk szerint 47,3% volt római katolikus, 2,5% református, 1% evangélikus, 0,2% görög katolikus, 0,1% ortodox, 3,2% egyéb keresztény, 1,3% egyéb katolikus, 6,5% felekezeten kívüli (38,1% nem válaszolt).

## Nevezetességei
A több mint 500 éves település virágzó hagyományai, építészeti látnivalói, hagyományos rendezvényei jelentős idegenforgalmi vonzerővel bírnak. A faluba betelepedett délszláv népcsoportok által hozott tradíciók átfonták az itt élők életét. Kialakult egy olyan jellegzetes kultúra, amely csak erre a közösségre jellemző.
A falu asszonyai ma is varrják a háromféle ősi hímzést. (Melyek a kék-piros, vagy fekete-piros fonallal varrt „vézás”, a „rátétes” és a sok színben pompázó „boszorkányos”.) Bárki megnézheti a szebbnél szebb darabokat, hiszen nyáron, az utcán 8-10 asszony is hímez egy- egy csoportban. A legszebb darabok mindháromféle hímzésből az 1997-ben épült Faluház állandó kiállításán és a Tájház múzeumában egész évben megtekinthetők.
- Buzsáki Tájház – Itt a török idők alatt betelepült, majd elmagyarosodott szlavónok népi építkezését, népművészetét mutatja be. A tájház egy megőrzött módos parasztporta épületeiben van, mely a 19. század második felében épült vert falú, oszlopos, mellvédes tornácú lakóház, első helyiségében tisztaszobával, a másodikban szabadkéményes, kemencés konyhával. Hátul a lakószobában pedig kiállítás mutatja be a hírneves buzsáki hímzést, a rátétes és szőttes díszű textíliákat.
- Berek Látogatóközpont – a Nagy-Berek élővilágát és a település népművészetét mutatja be, illetve rendelkezik közösségi rendezvények megtartására alkalmas színházteremmel is. A látogatóközpont 2023-ban nyílt meg.[17] A megnyitás nem volt nyilvános és az intézményt néhány nappal később bezárták. Arról, hogy a közeljövőben esetleg működni fog, nincs információ.[18]
- Faluház
- Fehér kápolna – a település legrégebbi műemléke: egyhajós, félköríves szentélyű, romanikus stílusú – az Akts nevű, elpusztult középkori település plébániatemploma volt. 1704-ben készült, faragott szőlőindás, reneszánsz faoltára jelenleg a római katolikus templomban tekinthető meg.

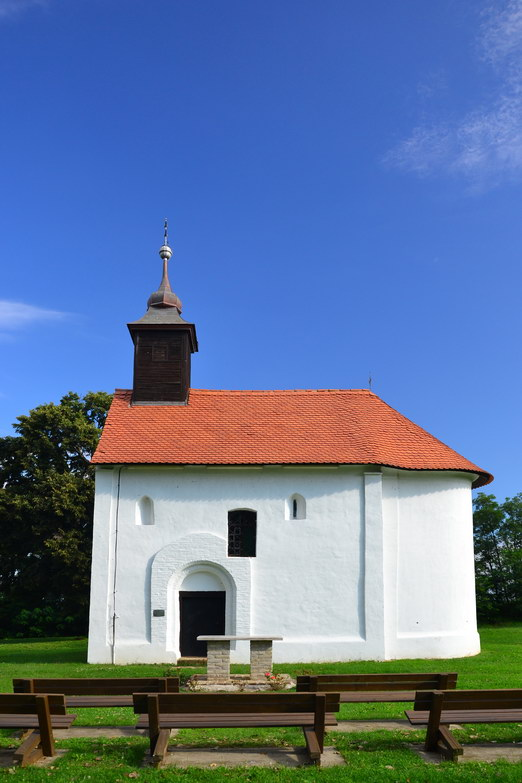
A fehér kápolna
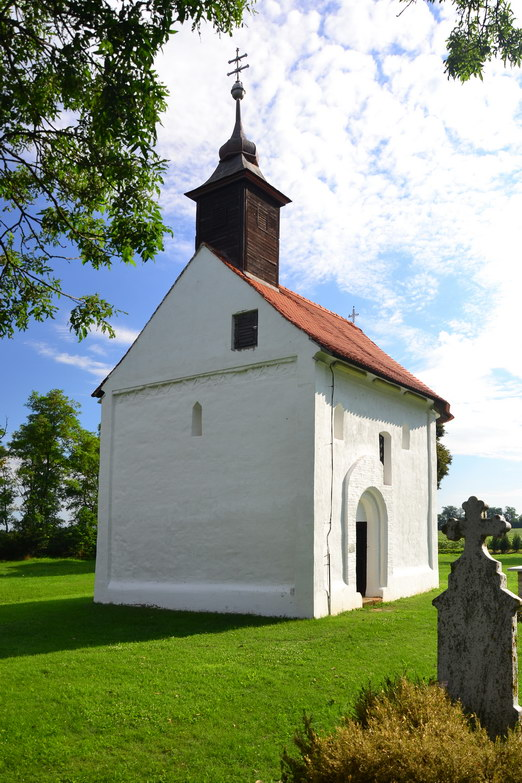
Fehér kápolna - harangtorony
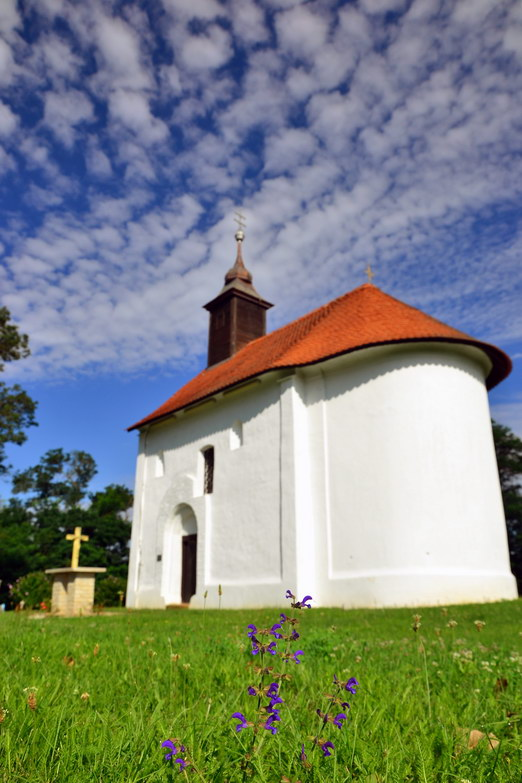
Fehér kápolna - szentély

- Nagyboldogasszony római katolikus templom - 1791-ben szentelték fel, gazdag buzsáki hímzéssel készült miseruha- és oltárterítő-gyűjteménye országszerte ismert.

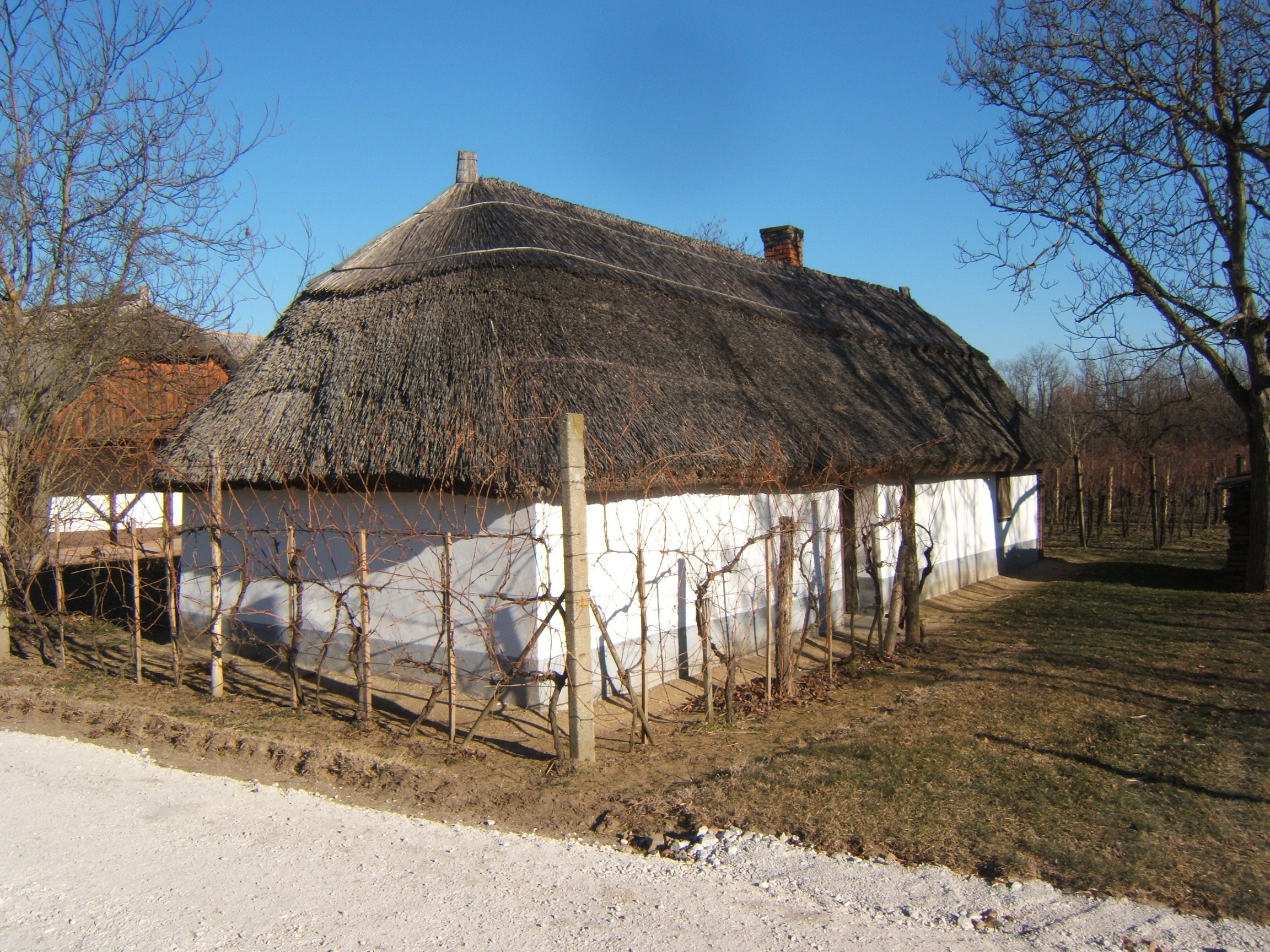
Műemlék présház a János-hegyen

- János-hegyi pincesor - műemlék, nádfedeles pincéiben a gazdák gyönyörű természeti környezetben kínálják boraikat. Ugyanitt Nepomuki Szent János 153 éve állított műemlék szobra is megtalálható.[19]
- A Pünkösdi Találkozón és a Buzsáki Búcsún folklórműsorok és népművészeti vásár, a Szüreti Napokon borbíró választás, borverseny és szüreti felvonulás várja a községbe látogatókat. Az ősi dal- és tánckultúrát a Hagyományőrző Népi Együttes és az asszonykórus fellépésein ismerhetjük meg.
- A Buzsáktól 5 km-re található Csisztafürdőt 42 °C-os ásványi anyagokban gazdag hidrokarbonátos kénes gyógyhatású melegvize miatt sokan keresik fel. A fürdő mellett található a keskenynyomközű Balatonfenyvesi Gazdasági Vasút egyik végállomása.

A 2000-es években itt vásárolt házat magának Joanna Stempińska borász, művészettörténész, diplomata, Lengyelország nagykövete.